# 臺北市立大同高級中學
臺北市立大同高級中學（英語：Taipei Municipal Datong High School，縮寫DTSH），簡稱市立大同高中或市大同，又因校園四周環繞著榕樹而有著「榕城」的別稱，是一所市立完全中學，位於臺灣臺北市中山區，鄰近國賓長春影城、前身為臺灣日治時期的私立臺北國民中學。

## 概要
臺北市立大同高級中學於1991年由臺北市立大同國民中學改制而來，而其前身臺北市立大同中學初中部乃當時初中聯考第一志願。該校為參與電子書包實驗班級學校。
交通部分，捷運中和新蘆線行天宮站從側門步行約一分鐘即可到達捷運站，或松山新店線松江南京站從正門步行約七分鐘。
校區鄰近國家書店、國賓長春影城、四平街商圈、伊通公園、長春國小、吉林國小、中吉公園等機構。

## 校史
1935年創校，初名私立臺北國民中學，成立之初借用成淵學校校舍，位於臺北州臺北市大和町2丁目（今臺北市武昌街）。1938年改制，改校名為私立臺北國民中學校，校址遷至臺北州臺北市大龍峒町（今臺北市立啟聰學校）。
1945年11月10日改名為私立大同中學，並由劉克明先生出任校長。1946年4月由臺北市政府接管，更名為臺北市立大同中學。設置高中部、初中部，校址遷至臺北市大安區仁愛路，借用臺北市大安區板橋國民學校（即今幸安國小）之校舍。
1947年因學生逐年增加，校舍不敷使用，乃將高中部學生遷入臺北市新生南路二段（今金華國中校址）。1950年5月復將初中部遷入。1954年開辦初中夜間部。1957年開辦高中夜間部。
1958年7月因學生數激增，校舍嚴重不敷使用，校址遷入臺北市中山區長春路（現在校址）。1961年6月政府實施省辦高中，市辦初中之教育決策，將高中部十班學生分別移交建國中學及師大附中（各五班）。
1968年8月政府實施九年國民義務教育政策，更名為臺北市立大同國民中學。取消夜間部，夜間部學生乃轉入日間部就學。1972年8月完成游泳池及科學實驗大樓硬體設備工程。1983年開辦補校，並奉令籌劃七十五學年度校舍更新計畫。
1992年7月1日改制為臺北市立大同高級中學，行政大樓完工啟用。1997年8月成立體育班、增強第二外語能力、規劃六年一貫課程。
2002年成立電子書包實驗班以及儀隊。2007年成立英文實驗班及數學實驗班。更新400公尺藍色跑道操場。2015年圖書館精進工程完工。
2016年為提供臺北市政府所舉辦2017世界大學運動會做為田徑選手練習場地，操場跑道及草皮全面進行翻修。
2019年成立資電學程班。2022年圖書館進行整修。

## 歷任校長
| 時期         | 校名                 | 任別                 | 就職時間              | 姓名              |
| ------------ | -------------------- | -------------------- | --------------------- | ----------------- |
| 日治時期     | 私立臺北國民中學     |                      | 1935年～1938年        | 堀在本            |
| 日治時期     | 私立臺北國民中學校   |                      | 1938年～1945年        | 小池大壽          |
| 中華民國時期 | 私立大同中學         |                      | 1945年～1946年        | 劉克明            |
| 中華民國時期 | 臺北市立大同中學     | 1                    | 1946年4月～9月        | 朱昭陽            |
| 中華民國時期 | 臺北市立大同中學     | 2                    | 1946年9月～1950年12月 | 吳石山            |
| 中華民國時期 | 臺北市立大同中學     | 3                    | 1950年12月～1961年6月 | 徐向榮            |
| 中華民國時期 | 臺北市立大同中學     | 4                    | 1961年6月～1972年8月  | 鄭世洵            |
| 中華民國時期 | 臺北市立大同國民中學 | 4                    | 1961年6月～1972年8月  | 鄭世洵            |
| 中華民國時期 | 5                    | 1972年8月～1980年8月 | 陳登瑞                |                   |
| 中華民國時期 | 6                    | 1980年8月～1987年8月 | 周來香                |                   |
| 中華民國時期 | 7                    | 1987年8月～1990年8月 | 林忠廉                |                   |
| 中華民國時期 | 8                    | 1990年8月～1992年3月 | 吳英聲                |                   |
| 中華民國時期 | 臺北市立大同高級中學 | 9                    | 吳英聲                | 1992年3月～1997年 |
| 中華民國時期 | 臺北市立大同高級中學 | 10                   | 1997年～2005年7月     | 何耀彰            |
| 中華民國時期 | 臺北市立大同高級中學 | 11                   | 2005年8月～2012年7月  | 李慶宗            |
| 中華民國時期 | 臺北市立大同高級中學 | 12                   | 2012年8月~2016年7月   | 王意蘭            |
| 中華民國時期 | 臺北市立大同高級中學 | 13                   | 2016年8月~2022年7月   | 莊智鈞            |
| 中華民國時期 | 臺北市立大同高級中學 | 14                   | 2022年8月~            | 柯明樹            |

## 學校象徵

### 校徽
金黃色的蓮花內嵌同色梅花，圓弧形的字體，上半寫著「大同」，而下半則寫著「中」，代表著中學，校徽的5枚梅花花瓣，也像是5個C所組成，正代表大同學子的5項核心能力。

### 校訓
- 勤學：適性發展、多元學習
- 修身：永續精進、展望世界
- 博愛：關懷生命、陶冶人生

## 特殊班別

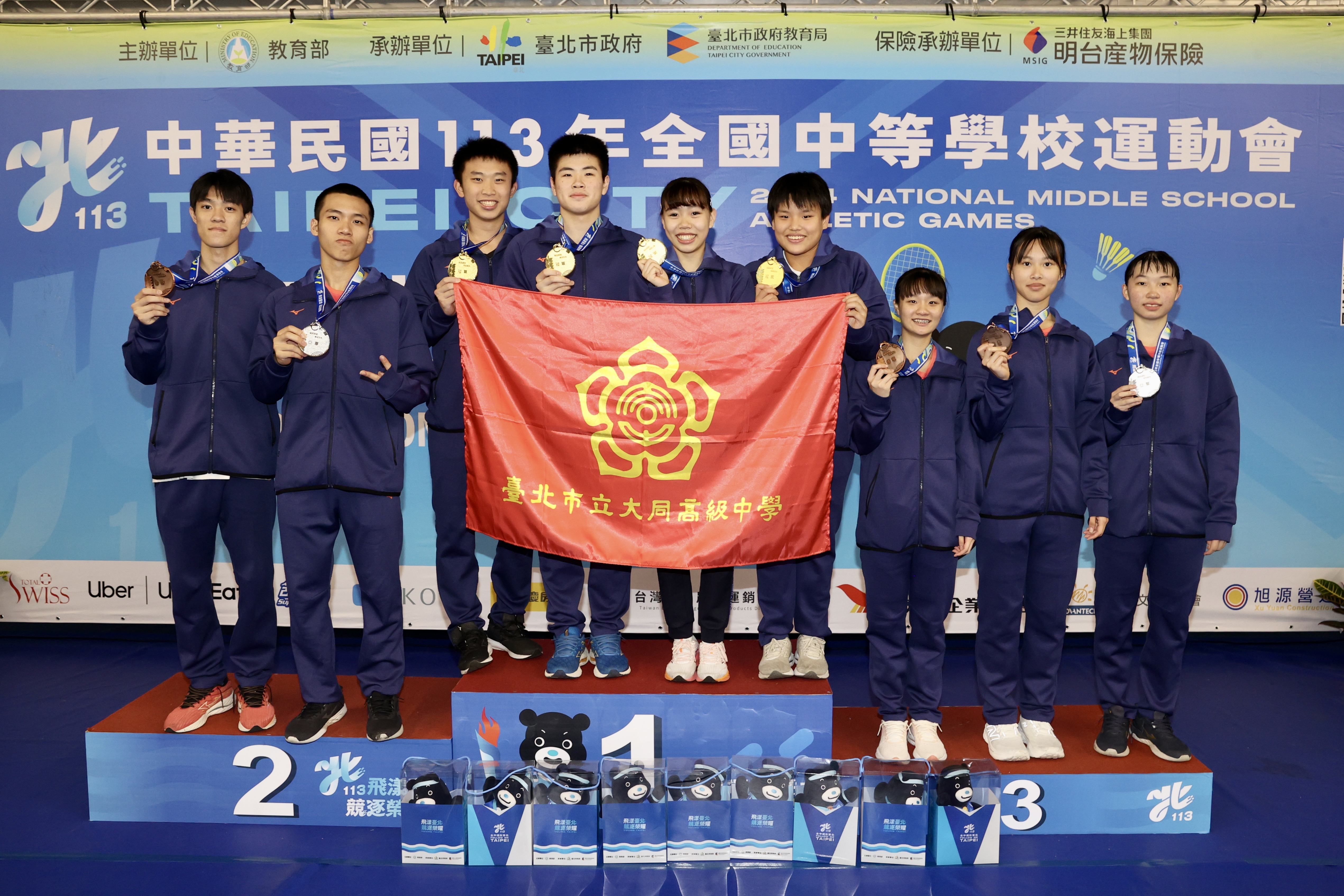
市立大同羽球隊在民國113年（2024年）全中運囊括4金2銀2銅

體育班
培育目標：校方培養學生專項運動技能，對具有優異運動潛能之學生，施以有系統之專項運動訓練，以培育身心健全優秀運動人才。

## 環境
該校位於中山區要衢，面積約20,900坪（約63,332平方公尺），為北市高中面積第三大者(僅次於師大附中、中正高中)，更有400公尺藍色PU跑道，南臨長春路，北靠民生東路，東與建國北路為鄰，西以松江路為界。校園先後開闢「龍池」、「鳳園」及「至聖園」、「至誠園」、「至善園」三處庭園。

## 外部連結
- 臺北市立大同高級中學網站 （页面存档备份，存于）
- 臺北市立大同高級中學圖書館網站 （页面存档备份，存于）
- 市立大同教官室 （页面存档备份，存于）